# 河長産業
河長産業株式会社（かわちょうさんぎょう）は、岐阜県恵那市上矢作町に本社を置く株式会社。
コンクリートポンプ圧送業を手がける丸河商事株式会社の関連会社。

## 馬主活動

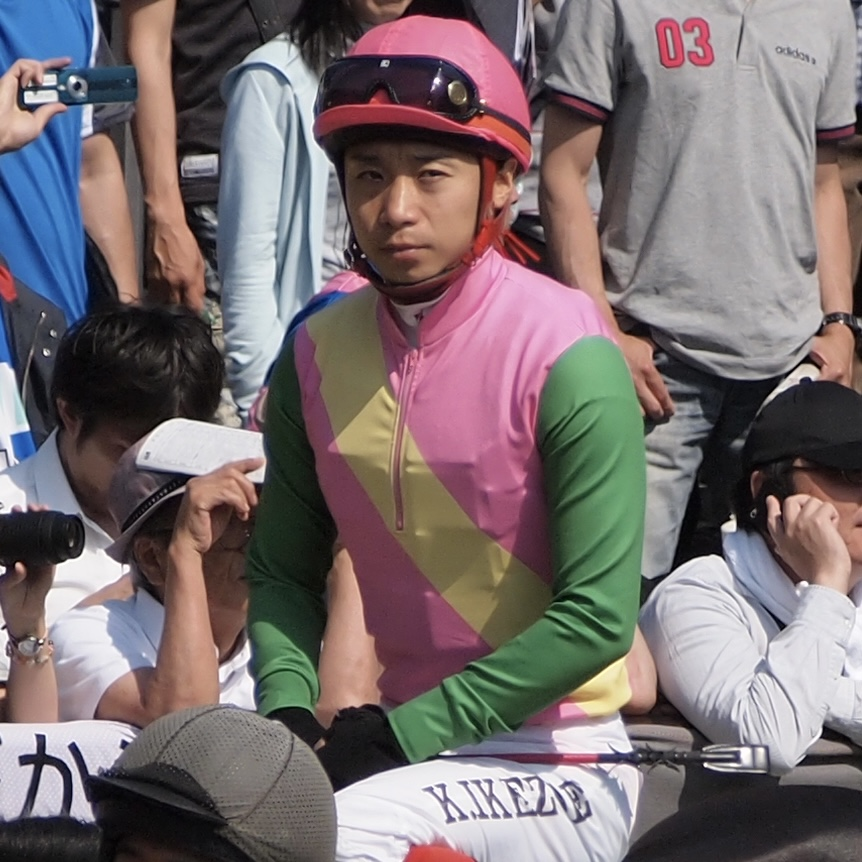
「桃、黄襷、緑袖」の勝負服を着用した池添謙一

日本中央競馬会（JRA）に馬主登録されていた。勝負服の柄は桃、黄襷、緑袖を使用し、冠名は「マルカ」を用いた。
2015年1月、所有馬の名義が会社名義から日下部猛名義に変更された。

### 来歴
- 1987年 - マルカセイコウが京阪杯を制し、所有馬が重賞初勝利を挙げた。
- 2006年 - マルカラスカルが中山大障害を制し、所有馬がJ・GI（GIを含む）初勝利を挙げた。さらに同馬は2006年度のJRA賞最優秀障害馬を受賞した。
- 2015年 - 1月5日から1月31日の間に、所有馬の名義を河長産業から日下部猛名義に変更。
- 2022年 - マルカラピッドがエーデルワイス賞を制し、現在の名義で重賞初制覇。

## 主な所有馬

### GI級競走優勝馬
- マルカラスカル（2006年中山大障害、2008年中山グランドジャンプ）

### 重賞競走優勝馬
- マルカセイコウ（1987年京阪杯）
- マルカアイリス（1992年小倉3歳ステークス）
- マルカダイシス（1996年鳴尾記念）
- マルカコマチ（1999年京都牝馬特別）
- マルカキャンディ（2001年府中牝馬ステークス）
- マルカシェンク（2005年デイリー杯2歳ステークス、2008年関屋記念）
- マルカフェニックス（2008年阪神カップ、2010年スワンステークス）
- マルカフリート（2011年北海道スプリントカップ）

### 日下部猛名義の所有馬
- マルカフリート
- マルカラピッド（2022年エーデルワイス賞）